# Azra
Az Azra egy zágrábi jugoszláv rockegyüttes, melyet 1977-ben alapított a frontembere, Branimir "Johnny" Štulić. A jugoszláv new wave és rockzene egyik legmeghatározóbb zenekarának tartják őket. 1979-ben jelent meg első kislemezük, melyet rá egy évvel az első nagylemez is követett, ennek köszönhetően váltak egy csapásra népszerűvé az egykori Jugoszláviában.

## Tagok
- Branimir "Johnny" Štulić - vokál, gitár
- Branko Matun - basszusgitár (1977)
- Paolo Sfeci - dob (1977)
- Mladen Jurčić - gitár (1977-1978)
- Branko Hromatko - dob (1977-1978)
- Marino Pelajić - basszus (1977-1978)
- Jura Stublić - vokál (1978)
- Boris Leiner - dob, vokál (1979-től)
- Mišo Hrnjak - basszus (1979-1982)
- Jurica Pađen - gitár (1983-1984, 1987-től)
- Stephen Kipp - basszus (1987-től)

## Lemezeik

### Albumok
- Azra - (Jugoton, 1980)
- Sunčana strana ulice - (dupla - Jugoton, 1981)
- Ravno do dna - (tripla, koncertfelvétel - Jugoton, 1982)
- Filigranski pločnici - (dupla - Jugoton, 1982)
- Kad fazani lete - (Jugoton, 1983)
- Krivo srastanje - (Jugoton, 1984)
- It Ain't Like the Movies At All  - (tripla - Diskoton, 1986)
- Između krajnosti - (Jugoton, 1987)
- Zadovoljština (Satisfaction) - (Quadruple Live, 1988)

### Válogatások
- Single Ploče 1979-1982  - (Jugoton, 1982)
- Kao i jučer - Single Ploče 1983-1986  - (Jugoton, 1987)

## Külső hivatkozások
- Honlap (horvát nyelven)
- Honlap (szerb nyelven)